# Bjørn Hasløv
Bjørn Hasløv Borgen (født 18. maj 1941 i København) er en dansk tidligere roer, der var en del af den båd, der vandt guld ved OL 1964 i firer uden styrmand.
Bjørn Hasløv roede for Roforeningen Kvik, hvor han begyndte som motionsroer, men fra 1957 gik han over til kaproning., og han kom i 1963 i båd som stroke med John Ørsted (etter), Erik Petersen (toer) og Kurt Helmudt (treer), efter at en otter var blevet splittet op; båden blev trænet af Poul Danning.
Båden viste sig første gang på den internationale scene, da den deltog i EM 1963 på hjemmebanen på Bagsværd Sø. Her lå båden i finalen i en klar vinderposition, men så knækkede Petersens åregaffel, og holdet måtte nøjes med en femteplads. Året efter var båden også på vinderkurs under EM i Amsterdam, men denne gang var Ørsted uheldig at fange en 'ugle', så båden gik kortvarigt i stå, hvorpå holdet måtte se Vesttyskland gå forbi og vinde guld; danskerne fik dog sølv ved denne lejlighed.
Ved OL i Tokyo vandt den danske båd sit indledende heat og var derfor direkte kvalificeret til finalen. Her lå båden i første del af løbet på en andenplads efter en hollandsk båd. Denne båd kunne dog ikke holde tempoet, hvorpå danskerne kom i spidsen. De var mod slutningen dog truet af den britiske og den amerikanske båd, men da danskerne satte spurten ind mod slutningen, holdt de briterne bag sig med en halv bådlængde og vandt i tiden 6:59,30 mod briternes 7:00:47 og amerikanernes 7:01:37. Ørsted, Helmudt, Hasløv og Petersen vandt dermed en af de to guldmedaljer, som Danmark vandt ved disse lege. Bådens præstation indbragte den hæder, idet Ekstra Bladet og B.T. begge ved årets afslutning udnævnte præstationen til årets bedste i dansk idræt.
Fireren holdt derpå pause i 1965, men vendte kortvarigt tilbage til eliten i 1966, inden Hasløv og Ørsted helligede sig deres civile karrierer.
I det civile liv var Bjørn Hasløv arkitekt. Skønt han ikke længere roede på eliteniveau, var Hasløv dog fortsat aktiv så sent som i 2014.